# Линус Торвалдс
Линус Бенедикт Торвалдс (швед. Linus Benedict Torvalds; Хелсинки, 28. децембар 1969) финско-амерички је инжењер софтвера. Познат је као аутор језгра Linux-а. Такође је креирао систем контроле верзија Git.
Био је почаствован, заједно са Шинјом Јаманаком, Миленијумском технолошком наградом 2012. године од стране Финске академије за технологију „у знак признања за стварање новог оперативног система отвореног кода за рачунаре који је довео до широко коришћеног Линукс језгра.” Он је такође добитник награде ИЕЕЕ рачунарских пионира рачунарског друштва за 2014. годину и ИЕЕЕ Масару Ибукине награде за потрошачку електронику 2018. године.

## Биографија
Линус Торвалдс је део финске заједнице која говори шведски (Finlandssvensk), популације која представља 6% становништва Финске.
Инспирисан системом Миникс који је развијен од стране Ендруа С. Таненбаума, 1991. године одлучује да направи оперативни систем који потпуно искоришћава његов нови лични рачунар, IBM компатибилан са Интеловим микропроцесором 80386. Убрзо о томе говори на Јузнету (Usenet), након чега ће много људи испробати његово језгро и послати му побољшања. Тако је рођено Линукс језгро.
Пошто је напустио Хелсиншки универзитет, Линус Торвалдс се запошљава у Трансмети, фабрици која се налази у Силицијумској долини и производи економичне микропроцесоре мале потрошње струје. У Трансмети остаје од фебруара 1997. до јуна 2003. године. Током рада у Трансмети, било му је дозвољено да један део радног времена посвети развоју Линукс језгра.
Сада живи у Бивертону (Орегон, САД) са женом Тов (швед. Tove Torvalds; девојачко презиме Мони, швед. Monni) и њихове три кћерке. Запослен је у лабораторији Open Source Development Lab која је финансирана од стране конзорцијума удружења која комерцијализују Линукс.
Од 1999. године почасни је доктор наука.

### Ране године
Торвалдс је рођен у Хелсинкију, у Финској, као син новинара Ане и Нилса Торвалдса, унук статистичара Леа Торнквиста и песника Олеа Торвалдса и праунук новинара и војника Тоива Каранка. Његови родитељи су били радикално настројени у кампусу на Универзитету у Хелсинкију током 1960-их. Његова породица припада шведској мањини у Финској. Добио је име по Лајнусу Паулингу, америчком хемичару добитнику Нобелове награде, иако је у књизи Ребел код: Линукс и Револуција отвореног кода, цитиран како је изјавио: „Мислим да сам једнако именован по лику из цртаног филма Лајнус Пинац“, напомињући да га је то учинило „напола хемичаром добитником Нобелове награде и напола ликом из цртаног филма који носи ћебе“.
Торвалдс је похађао Универзитет у Хелсинкију од 1988. до 1996. дипломирао је са звањем магистра рачунарских наука у истраживачкој групи NODES. Његова академска каријера прекинута је након прве године студија када се придружио Ниланд бригади Финске морнарице у лето 1989. године, бирајући 11-месечни програм обуке официра за одслужење обавезне војне службе Финске. Стекао је чин потпоручника, са улогом артиљеријског посматрача. Он је купио књигу професора информатике Ендруа Таненбаума Оперативни системи: Дизајн и имплементација, у којој Таненбаум описује MINIX, образовну скраћену верзију Јуникса. Године 1990, Торвалдс је наставио своје универзитетске студије и први пут је био изложен Јуниксу у облику DEC MicroVAX који покреће ULTRIX. Његова магистарска теза носила је наслов Линукс: Портабилни оперативни систем.
Његово интересовање за рачунаре почело је са VIC-20 када је имао 11 година 1981. Он је почео да програмира за њега у BASIC-у, а касније директним приступом 6502 CPU-у у машинском коду (није користио асемблерски језик). Затим је купио Sinclair QL, који је у великој мери модификовао, посебно његов оперативни систем. „Зато што је у Финској било тако тешко набавити софтвер за то“, написао је сопствени асемблер и едитор „(поред Pac-Man графичких библиотека)“ за QL и неколико игара. Написао је клона програма Pac-Man, Cool Man. Дана 5. јануара 1991, купио је клон IBM PC-а заснован на Intel 80386 пре него што је добио своју MINIX копију, што му је заузврат омогућило да почне да ради на Линуксу.

### Линукс
Први Линуксови прототипови су јавно објављени крајем 1991. године. Верзија 1.0 је објављена 14. марта 1994. године.
Након посете Трансмети крајем 1996. године, Торвалдс је прихватио позицију у тој компанији у Калифорнији, где је радио од фебруара 1997. до јуна 2003. Затим се преселио у Лабораторије за развој отвореног кода, које су се од тада спојиле са Групом слободних стандарда чиме је настала Линукс фондација, под чијим покровитељством наставља да ради. У јуну 2004. Торвалдс и његова породица преселили су се у Данторп, Орегон да би били ближе седишту OSDL у Бивертону.
Од 1997. до 1999. био је укључен у 86open, помажући у одабиру стандардног бинарног формата за Линукс и Јуникс. Године 1999, MIT Technology Review TR100 га је прогласио једним од 100 најбољих светских иноватора млађих од 35 година.
Године 1999, Ред Хат и ВА Линукс, оба водећи развијачи софтвера заснованог на Линуксу, представили су Торвалдсу опције акција у знак захвалности за његово остварење. Те године су обе компаније изашле на берзу и вредност Торвалдсових акција је накратко порасла на око 20 милиона америчких долара.
Његова лична маскота је пингвин под надимком Тукс, којег је Линукс заједница нашироко прихватила као маскоту Линукс кернела.